# Telangana
Telangana, soms ook gespeld als Telengana of Telingana (Telugu: తెలంగాణ), is een deelstaat van India. Voorheen was het een regio in de Indiase staat Andhra Pradesh, maar sinds juni 2014 heeft het de status van een volwaardige deelstaat. De hoofdstad is Haiderabad, dat tien jaar als gedeelde hoofdstad tussen Telangana en Andhra Pradesh zal fungeren. De naam betekent "land van de Telugu". De deelstaat en voormalige regio omvat de Telugu-sprekende delen van het voormalige vorstenland Haiderabad. Er wonen ruim 35 miljoen mensen.

## Geografie
De staat ligt op het Hoogland van Dekkan, ten noordwesten van de Oost-Ghats. De regio is droog en rotsachtig, en de landbouw is sterk afhankelijk van irrigatie. De grond is lang niet zo vruchtbaar als die in de aangrenzende kustregio's van Andhra Pradesh. Met uitzondering van de metropool Haiderabad is Telangana een economisch achtergebleven gebied. De rivieren de Krishna en de Godavari stromen van west naar oost door de regio.
Telangana grenst aan vier andere Indiase deelstaten: Maharashtra in het noorden, Chhattisgarh in het oosten, Karnataka in het westen en Andhra Pradesh in het zuiden.

### Bestuurlijke indeling
Van 1956 tot 2014 vormde Telangana (samen met Rayalaseema en Kosta) de drie regio's van de deelstaat Andhra Pradesh. Qua oppervlakte was het tevens de grootste. Binnen Andhra Pradesh omvatte Telangana destijds de tien noordwestelijke districten: Adilabad, Haiderabad, Karimnagar, Khammam, Mahbubnagar, Medak, Nalgonda, Nizamabad, Rangareddy en Warangal.
Na de transformatie tot een volwaardige eigen deelstaat (2014) vond in Telangana een grootschalige herindeling plaats. In oktober 2016 werden de tien bestaande districten (met uitzondering van Haiderabad) opgesplitst, waardoor 21 nieuwe districten gecreëerd werden. Het totaal van 31 districten werd in 2019 nog eens met twee nieuwe districten uitgebreid. Sindsdien bestaat Telangana aldus uit 33 districten, zie lijst van districten van Telangana.
|  | 1. Adilabad 2. Bhadradri Kothagudem 3. Haiderabad 4. Jagitial 5. Jangaon 6. Jayashankar Bhupalpally 7. Jogulamba Gadwal 8. Kamareddy 9. Karimnagar 10. Khammam 11. Komaram Bheem |  | 1. Mahabubabad 2. Mahbubnagar 3. Mancherial 4. Medak 5. Medchal-Malkajgiri 6. Mulugu 7. Nagarkurnool 8. Nalgonda 9. Narayanpet 10. Nirmal 11. Nizamabad |  | 1. Peddapalli 2. Rajanna Sircilla 3. Rangareddy 4. Sangareddy 5. Siddipet 6. Suryapet 7. Vikarabad 8. Wanaparthy 9. Warangal Rural 10. Warangal Urban 11. Yadadri Bhuvanagiri |

## Van regio naar deelstaat

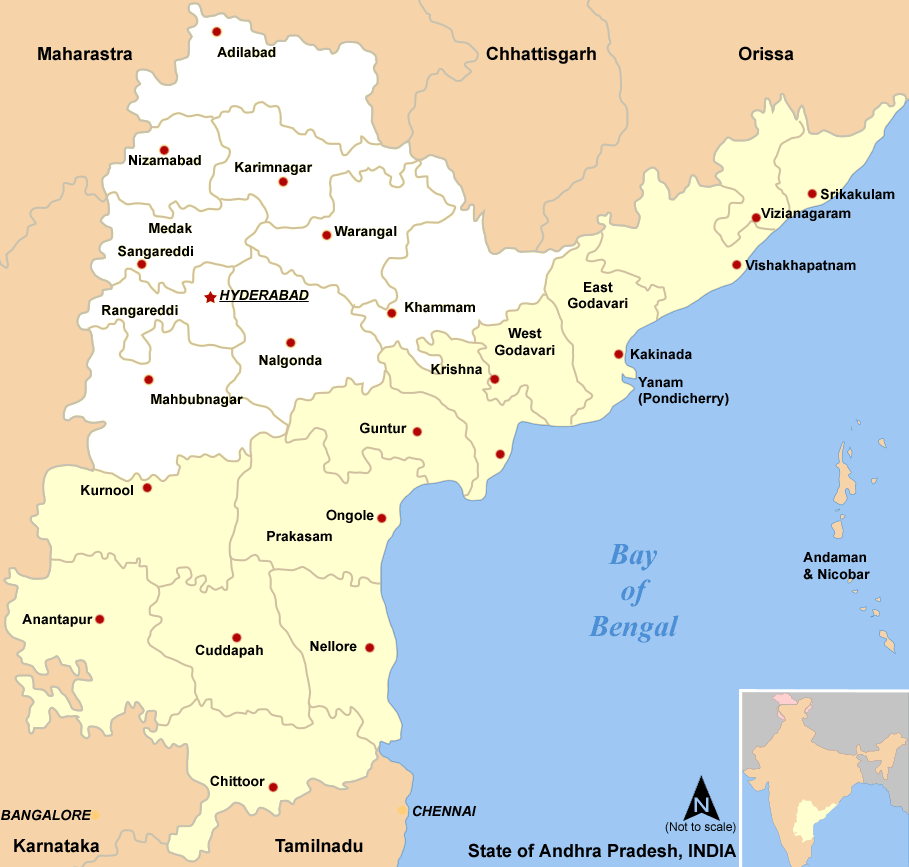
Locatie van Telangana binnen Andhra Pradesh (tot 2014)

Telangana was tot 1956 onderdeel van de staat Hyderabad, die in november van dat jaar door de States Reorganisation Act werd opgesplitst in de deelstaten Bombay, Mysore en Andhra Pradesh. Telangana behoorde vanaf dan tot Andhra Pradesh, hoewel de wens om een eigen deelstaat te vormen toen al aanwezig was. Door verscheidene politieke groeperingen, samen bekend als de Telangana-beweging, werd sindsdien op een gewelddadige en niet-gewelddadige manier voor een aparte deelstaat geijverd.
In de eerste week van december 2009 ging Kalvakuntla Chandrasekhar Rao, de leider van de regionale politieke partij Telangana Rashtra Samithi (TRS), in hongerstaking. Zijn eis was dat de Congrespartij een wetsvoorstel voor de vorming van de deelstaat Telangana naar het parlement zou sturen. Studentenorganisaties, vakbonden en andere organisaties sloten zich bij de beweging aan en meer dan veertig mensen pleegden als steunbetuiging zelfmoord. Ook braken stakingen uit in de regio.
Op 9 december 2009 kondigde P. Chidambaram, de toenmalige minister van Binnenlandse Zaken van India, aan dat een begin zou worden gemaakt met de vorming van de nieuwe deelstaat Telangana, nadat het parlement van Andhra Pradesh een speciale resolutie hierover zou aannemen. Dit bracht veel onrust teweeg in het parlement van Andhra Pradesh en ook op straat. Op 23 december 2009 maakte de Indiase regering bekend dat de vorming van de 29e staat van India werd opgeschort totdat hierover consensus zou worden bereikt. Op 2 juni 2014 werd de oprichting van de deelstaat Telangana echter een feit.